# الدوري الأفغاني لكرة القدم 2017
الدوري الأفغاني لكرة القدم 2017 هو موسم من الدوري الأفغاني لكرة القدم. أشرف على تنظيمه اتحاد أفغانستان لكرة القدم، وفاز فيه نادي شاهين أسمايي.